# Ophioglossum nipponicum
Ophioglossum nipponicum là một loài dương xỉ trong họ Ophioglossaceae. Loài này được Miyabe & Kudô mô tả khoa học đầu tiên năm 1916.
Danh pháp khoa học của loài này chưa được làm sáng tỏ. 